# (241113) Zhongda
(241113) Zhongda est un astéroïde de la ceinture principale.

## Description
(241113) Zhongda est un astéroïde de la ceinture principale. Il fut découvert le 21 juillet 2007 à l'observatoire de Lulin par Ye Quan-Zhi et Hong Qin Lin. Il présente une orbite caractérisée par un demi-grand axe de 2,35 UA, une excentricité de 0,09 et une inclinaison de 7,8° par rapport à l'écliptique.

## Compléments